# Mad River (Pazifischer Ozean)
Der Mad River ist ein 182 km langer Fluss im Nordwesten des US-Bundesstaates Kalifornien. Er entwässert ein Areal von ungefähr 1290 km².
Der Mad River entspringt im Kalifornischen Küstengebirge im Trinity County. Er fließt anfangs 10 km nach Süden, wendet sich dann aber in Richtung Nordnordwest. Am Oberlauf wird der Fluss vom 1962 errichteten R. W. Matthews Dam zum Ruth Reservoir aufgestaut. Das schmale und teilweise nur wenige Kilometer breite Einzugsgebiet des Mad River ist im Oberlauf eingezwängt zwischen dem des Van Duzen River im Westen und dem des South Fork Trinity River im Osten. Die Siedlung Mad River liegt am Mittellauf des Flusses. Der Fluss schlängelt sich durch das Küstengebirge im Humboldt County. Am Unterlauf passiert der Mad River die Ortschaft Blue Lake sowie den nördlichen Stadtrand von Arcata. Er umfließt die Stadt McKinleyville und mündet in ein Ästuar, das auf Höhe des Arcata-Eureka Airports mit dem Pazifischen Ozean verbunden ist.
Im Einzugsgebiet dominiert die Holzwirtschaft und der Kiesabbau. Der Fluss führt eine hohe Sedimentmenge mit sich.